# Вайомінг (територія)
Територія Вайомінг (англ. Wyoming Territory) — організована інкорпорована територія Сполучених Штатів яка існувала в період з 25 липня 1868 до 10 липня 1890 року, коли вона в незмінних кордонах була включена до складу США у якості штату Вайомінг.

## Історія
Земля яка стала Територією Вайомінг, будучи частиною купівлі Луїзіани, Орегонського краю та Мексиканської поступки, мала доволі складну історію територіальних відносин. Частини території в різні часи були у складі територій Вашингтон, Орегон, Айдахо, Дакота, Небраска та Юта, а до цього належали різним незалежним державам таким як Велика Британія, Франція, Іспанія, Мексика та Техас. 
Частина території Вайомінг на схід від континентального вододілу, була здобута США під час купівлі Луїзіани у 1803 році, згодом ця частка у 1854 була організована у Територію Небраска. 2 березня 1861 північна частина Території Небраска, включно з північно-східною частиною майбутньої Території Вайомінг, перейшла до Території Дакота. Північно-західна частина залишилась у Небрасці, сформувавши довгу, протяжну територію в яку входило поселення Шаєнн. У 1863 створюється Територія Айдахо яка повністю включала в себе землі сучасних штатів Айдахо, Монтана та майже увесь сучасний Вайомінг (окрім південно-західного кутка). 
Частина Території Вайомінг західніше континентального вододілу та північніше 42 паралелі початково входила у Орегонський край, який згодом був організований у Територію Орегон у 1848. Коли Орегон увійшов до складу США у якості нового штату у 1859, ця земля відійшла до Території Вашингтон. А ще згодом у 1863 вона відійшла до Території Айдахо. Південно-західний куток новоствореної Території Вайомінг, південніше 42 паралелі, США отримали в результаті Мексиканської поступки 1848. 
Офіційно Територія Вайомінг була створена актом Конгресу США 25 липня 1868. На той момент до неї включили частини земель Дакоти, Айдахо та Юти. А до складу США Вайомінг увійшов у якості 44 штату 10 липня 1890.

## Ілюстрації

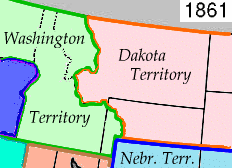
Територія Дакота створена з частини Території Небраска у 1861
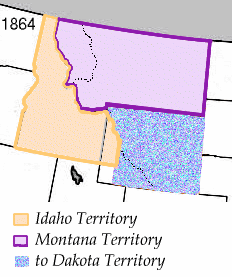
Розділення Території Айдахо у 1864. Синя частина перейшла до Території Дакоти, а пізніше стала частиною Території Вайомінг
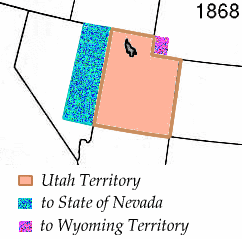
Розділення Території Юта у 1868